# Codice penale (Svizzera)

Edizione della Cancelleria federale

Il Codice penale svizzero (Strafgesetzbuch in tedesco; Code pénal in francese) è il codice penale vigente in Svizzera. Entrò in vigore il 1 gennaio 1942.

## Storia
Il Codice penale svizzero si basava su una prima bozza di Carl Stooss nel 1893; questi propose uno dei primi codici penali che includeva sia pene, sia misure preventive di salvaguardia. Il codice originale fu approvato dal popolo il 3 luglio 1938 in un referendum; con la sua entrata in vigore il 1 ° gennaio 1942, fu abolita tutta la legislazione cantonale precedente in contrasto col nuovo codice penale, in particolare la pena di morte, che era ancora in vigore in alcuni cantoni. Inoltre, le competenze per il diritto sostanziale sono state in gran parte trasferite dai Cantoni alla Confederazione. I Cantoni hanno mantenuto solo la competenza in materia di diritto processuale, legislazione tributaria cantonale e violazioni.
Il codice è stato rivisto numerose volte dal 1942. La revisione significativa più recente è entrata in vigore nel 2007 e ha introdotto la possibilità di convertire le pene detentive brevi (meno di un anno) in ammende, calcolate utilizzando una tariffa giornaliera basata sul "personale ed economico situazione del detenuto al momento del verdetto ", con un limite superiore fissato a 3000 franche al giorno. Tutte le pene detentive inferiori a un anno sono state convertite in multe, condanne condizionali in ammende condizionate. Ciò ha causato polemiche perché il risultato è che i reati più leggeri non punibili con la reclusione comportano sempre multe incondizionate, mentre i reati più gravi spesso comportano multe condizionate che non devono essere pagate affatto. Nell'ottobre 2010 il Consiglio federale ha annunciato l'intenzione di ripristinare il sistema precedente e tutte le grandi parti hanno espresso un sostegno almeno parziale

## Struttura
Il Codice penale svizzero è diviso in tre libri, il primo tratta delle disposizioni generali, ovvero dei reati in generale, il secondo tratta delle disposizioni particolari, ovvero dei reati in particolare, ossia dei crimini, dei delitti e delle contravvenzioni in particolare, il terzo libro tratta dei rapporti tra la legislazione confederale, il codice penale stesso, e le legislazioni cantonali.